# …This Would Be Paradise
…This Would Be Paradise är en EP av den kanadensiska rockmusikern Melissa Auf der Maur, utgiven den 11 november 2008 på Urbanited Music.

## Låtlista
Låtarna skrivna av Melissa Auf der Maur.
1. "The Key"  –	3:56
2. "Willing Enabler" –  	4:16
3. "This Would Be Paradise"  – 	2:46